# Michał Bartler
Michał Bartler (ur. 26 września 1982 w Puławach) – polski pilot samolotowy, medalista mistrzostw świata w lataniu precyzyjnym i rajdowym, wicemistrz Polski. 
Pilot Aeroklubu Lubelskiego. I wicemistrz Polski (2006). Trzykrotny mistrz Polski juniorów.